# Stora Svarttjärnen, Hälsingland
Stora Svarttjärnen är en sjö i Ovanåkers kommun i Hälsingland och ingår i Ljusnans huvudavrinningsområde. Sjön har en area på 0,0969 kvadratkilometer och ligger 276,2 meter över havet. Sjön avvattnas av vattendraget Våsbäcken.

## Delavrinningsområde
Stora Svarttjärnen ingår i det delavrinningsområde (682160-149498) som SMHI kallar för Inloppet i Norra Våsen. Medelhöjden är 278 meter över havet och ytan är 2,78 kvadratkilometer. Det finns inga avrinningsområden uppströms utan avrinningsområdet är högsta punkten. Våsbäcken som avvattnar avrinningsområdet har biflödesordning 4, vilket innebär att vattnet flödar genom totalt 4 vattendrag innan det når havet efter 110 kilometer. Avrinningsområdet består mestadels av skog (95 procent). Avrinningsområdet har 0,09 kvadratkilometer vattenytor vilket ger det en sjöprocent på 3,4 procent.